# Nakayama Ichirō

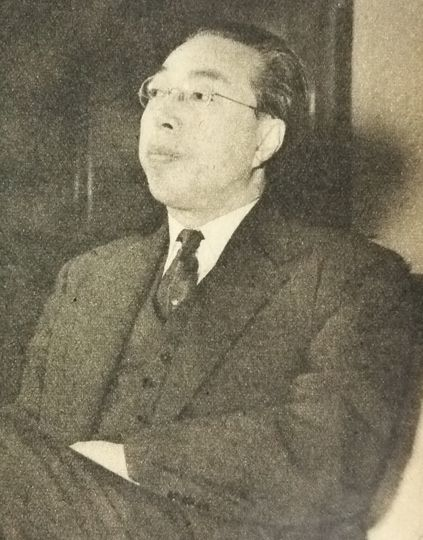
Nakayama Ichirō

Nakayama Ichirō (japanisch 中山伊知郎; geboren am 20. September 1898 in Ise (Präfektur Mie); gestorben am 9. April 1980 in Tōkyō) war ein japanischer Wirtschaftswissenschaftler.

## Leben und Wirken
Nakayama Ichirō machte 1923 seinem Abschluss an der „Tōkyō University of Commerce“ (heute Hitotsubashi-Universität). Er studierte im Ausland, darunter in Deutschland, und zwar an der Universität Bonn unter Joseph Schumpeter theoretische Wirtschaftswissenschaften. Dort lernte er auch Tōbata Seiichi kennen, mit dem er dann zusammenarbeitete. Nachdem er als Assistenzprofessor an seiner Alma Mater gearbeitet hatte, wurde 1937 Jahre Professor, von 1949 bis 1955 Jahre Präsident der Universität und 1987 Direktor des „Instituts für Wirtschaftsforschung“ (経済研究, Keizai kenkyūjo) der Universität. 1962 schied er aus der Universität als „Meiyo Kyōju“ aus, 1968 wurde er als Person mit besonderen kulturellen Verdiensten geehrt.
In seinem Buch „Reine Wirtschaftslehre“ (純粋経済学, Junsui keizai-gaku) aus dem Jahr 1933 führte er die allgemeine Gleichgewichtstheorie in die japanische Wissenschaftswelt ein und konzentrierte sich auf die Erforschung von Schumpeters Theorie der wirtschaftlichen Entwicklung. Er stellte auch Keynes’ Buch „The General Theory of Employment, Interest and Money“ in Japan vor, sorgte für die Verbreitung der Ideen und hatte so seinen Anteil an der Modernisierung der japanischen Wirtschaftslehre. Nakayama wurde der erste Vorsitzende der neugegründeten „Gesellschaft für logische und statistische Wirtschaftslehre“ (理論・計量経済学会, Ronri – tokei keizai gakkei), wurde 1971 Vorsitzender der „Asia-Pacific Cultural Centre for UNESCO (ACCU)“. Er war nicht nur auf kulturellem Gebiet tätig, sondern war von 1950 bis 1950 Vorsitzender der „Central Labor Relations Commission“ (中央労働委員会, Chūō rōdō iin-kai) des Ministeriums für Gesundheit, Arbeit und Soziales, 1953 Vorsitzender der „ILO Vereinigung Japans“ (日本ILO協会, Nihon ILO kyōkai). Er war zudem Vorsitzender des „Rates zur Preisstabilität“ (物価安定政策会議, bukka antei seisaku kaigi).
Nakayama verfasste zahlreiche Arbeiten wie „Gleichgewichtsanalyse von Entwicklungsprozessen“ (発展過程の均衡分析, Hatten katei no kinkō bunseki) aus dem Jahr 1939 und „Strukturanalyse der japanischen Wirtschaft“ (日本経済の構造分析, Nihon keizai no kōzō bunseki), 1954. Die meisten seiner Arbeiten finden sich in seinen gesammelten Werken „中山伊知郎全集“, die in 18 Bänden und einem Ergänzungsband von 1972 bis 1981 erschienen sind.